# Sergej Bezrukov
Sergej Bezrukov, punim imenom Sergej Vitalijevič Bezrukov (Moskva, 18. listopada 1973.) - ruski je glumac.
Rođen je 18. listopada 1973. godine u Moskvi, Rusija. I otac mu je bio glumac. Glumom se bavi od 1994. godine. Glumio je u većem broju filmova, tv-serija i kazališnih predstava. Dobio je nagradu za najomiljenijeg ruskog glumca 2005. godine. Hrvatskoj javnosti poznat je po ulozi Saše Belova u kriminalističkoj seriji Sašina ekipa.  
Oženjen je za redateljicu Annu Matison.  

## Vanjske poveznice
- Službena web stranica